# La Peña, Ixcatepec
La Peña är en ort i Mexiko.   Den ligger i kommunen Ixcatepec och delstaten Veracruz, i den sydöstra delen av landet, 230 km nordost om huvudstaden Mexico City. La Peña ligger 137 meter över havet och antalet invånare är 136.
Terrängen runt La Peña är huvudsakligen platt, men åt sydväst är den kuperad. Terrängen runt La Peña sluttar norrut. Runt La Peña är det ganska tätbefolkat, med 72 invånare per kvadratkilometer. Närmaste större samhälle är Tantoyuca, 18,4 km väster om La Peña. Trakten runt La Peña består till största delen av jordbruksmark.